# Hydrochlorothiazide
Pour les articles homonymes, voir HCT.
L'hydrochlorothiazide (HCT ou HCTZ) est une molécule utilisée comme médicament diurétique de la classe des thiazidiques. Elle est commercialisée sous le nom d'Esidrex entre autres.

## Efficacité
L'hydrochlorothiazide est largement utilisé dans le traitement de l'hypertension artérielle, seul ou en association avec un autre médicament (le plus souvent un inhibiteur de l'enzyme de conversion ou un antagoniste des récepteurs de l'angiotensine II) mais il n'a pu montrer une diminution de la morbidité ou de la mortalité cardio-vasculaire, du moins lorsqu'il est utilisé seul. Il est également moins bien toléré que les autres antihypertenseurs. À la dose de 12,5 mg par jour, il ne démontre pas de baisse significative de la pression artérielle mesurée au cours d'un MAPA.

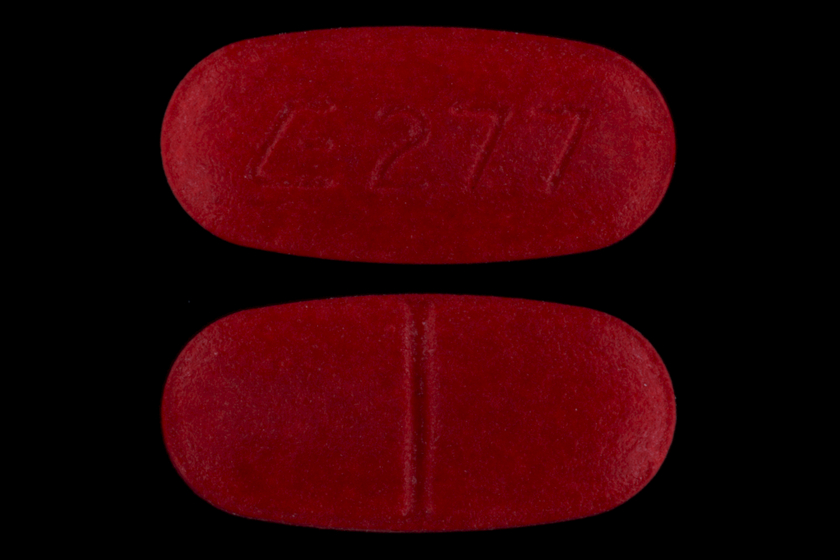
Comprimé pour la voie orale de 20 mg de chlorhydrate de bénazépril et de 25 mg d'hydrochlorothiazide.

En termes d'action diurétique, il est moins puissant que la chlortalidone, entraînant une moindre efficacité que cette dernière sur les chiffres tensionnels. Il est également moins puissant que l'indapamide.

## Mise en garde
En 2018, l'Agence nationale de sécurité du médicament (ANSM) publie un courrier pour alerter les professionnels de santé du risque de développement de cancer non mélanome pour les patients qui se voient prescrire la molécule active, l’hydrochlorothiazide.